# 横浜市立東山田中学校
横浜市立東山田中学校（よこはましりつ ひがしやまたちゅうがっこう）は神奈川県横浜市都筑区東山田にある公立中学校。2005年（平成17年）に開校。

## 概要
- 開校日 - 2005年4月
- 初代校長 - 本城慎之介（元楽天副社長、2006年度 - 2007年度）
- 校舎 - 4階建て。校内にはエレベーター（生徒は特別な場合以外使用禁止）、冷水機、スロープなどがある。2階はオレンジ色、3階は黄色、4階は黄緑色の統一色で壁などが塗られている。
- 全校生徒 - 813名（2008年12月1日現在）
- 部活 - 18部
- パイオニアスクール - 学校運営協議会が存在する。

## 行事
- 体育祭
- 文化祭（合唱祭を含む。11月1日、2日）
- 自然教室（1年）
- 遠足（2年）
- 修学旅行（3年）